# (1194) Aletta
(1194) Aletta es un asteroide perteneciente al cinturón de asteroides descubierto por Cyril V. Jackson el 13 de mayo de 1931 desde el observatorio Union de Johannesburgo, República Sudaficana.

## Designación y nombre
Aletta fue designado inicialmente como 1931 JG.
Más adelante se nombró en honor de la esposa del descubridor.

## Características orbitales
Aletta está situado a una distancia media de 2,914 ua del Sol, pudiendo acercarse hasta 2,644 ua y alejarse hasta 3,185 ua. Su excentricidad es 0,0928 y la inclinación orbital 10,87°. Emplea en completar una órbita alrededor del Sol 1817 días.